# Betulio González
Betulio Segundo González (ur. 24 października 1949 w Maracaibo) – wenezuelski zawodowy bokser, były mistrz świata w kategorii muszej.
Boksował w latach 1968-1988. Po zdobyciu tytułu zawodowego mistrza Wenezueli w wadze muszej zmierzył się 1 kwietnia 1971 w Tokio w walce o mistrzostwo świata tej kategorii organizacji WBA z obrońcą tytułu Masao Ohbą z Japonii, ale przegrał po 15 rundach na punkty.
20 listopada 1971 w Maracaibo walczył o tytuł mistrza świata wagi muszej organizacji WBC z czempionem Erbito Salavarrią z Filipin. Orzeczono remis, ale komisja bokserska stanu Zulia zażądała dyskwalifikacji Salavarrii, ponieważ w butelce po napoju podawanym mu podczas walki znaleziono pozostałości niedozwolonej substancji. WBC nie zmieniła wyniku walki, ale pozbawiła Salavarrię tytułu. González odmówił jednak uznania go za mistrza.
W walce o wakujący tytuł WBC González pokonał Socratesa Batoto z Filipin 3 czerwca 1972 w Caracas przez nokaut w 4. rundzie i został mistrzem świata, jednak już w pierwszej obronie tytułu przegrał przez techniczny nokaut w 10. rundzie z Venice Borkhorsorem z Tajlandii 29 września 1972 w Bangkoku.
4 sierpnia 1973 w Maracaibo pokonał na punkty Miguela Canto z Meksyku w walce o wakujący pas mistrza świata WBC. W obronie tytułu wygrał z Meksykaninem Alberto Moralesem i Włochem Franco Udellą, a 1 października 1974 w Tokio został pokonany przez Shoji Ogumę z Japonii i stracił tytuł. 24 maja 1975 w Monterrey González próbował odebrać Miguelowi Canto tytuł mistrza świata WBC wagi muszej, ale przegrał na punkty. Ponownie został pokonany przez Canto w walce o ten tytuł 3 października 1976 w Caracas.
Zdobył po raz trzeci mistrzostwo świata wagi muszej, tym razem organizacji WBA, 12 sierpnia 1978 w Maracay po zwycięstwie na punkty z Gutym Espadasem z Meksyku. W obronie tytułu pokonał Martína Vargasa z Chile oraz zremisował i wygrał z Shoji Ogumą. Stracił tytuł po przegranej 17 listopada 1979 w Maracay z Panamczykiem Luisem Ibarrą. Jeszcze dwukrotnie próbował odzyskać tytuł WBA, ale pokonali go Juan Herrera 19 grudnia 1981 oraz Santos Laciar 14 września 1982. González boksował do 1984, a potem powrócił na ring w 1988 i stoczył trzy walki, zanim ostatecznie zakończył karierę.